# Собиратель душ (фильм, 2024)
«Собиратель душ» (англ. Longlegs) — американский художественный фильм режиссёра Оза Перкинса. Главные роли в фильме исполнили Николас Кейдж, Майка Монро, Алисия Уитт и Блэр Андервуд. По сюжету фильма, молодой агент ФБР Ли Харкер начинает расследовать дело серийного убийцы, при этом по мере расследования она осознаёт личную связь с ним и понимает, что должна действовать быстро, чтобы предотвратить убийство ещё одной семьи.
Премьера фильма в США состоялась 12 июля 2024 года.

## Сюжет
Январь 1975 года. Девочка лет десяти видит из окна дома, что рядом остановился незнакомый автомобиль. Она подходит к нему, но слышит голос сзади. К ней подходит странный человек с побелённым лицом и напоминает, что у неё скоро день рождения.
1990-е годы. Ли Харкер, молодой агент ФБР, проявляет экстрасенсорные способности, когда на задании безошибочно угадывает, в каком доме скрывается преступник. Её привлекает к делу, которое тянется уже более двадцати лет: несколько семей жестоко убиты в разных городах штата Орегон, при этом следов убийцы на месте преступления не обнаружено. Члены семьи, словно обезумев, убивают друг друга без видимой причины. Предполагаемый убийца оставляет на месте преступления зашифрованные послания с оккультными знаками и подписью «Собиратель душ» (в оригинале «Длинноногий»). Харкер удаётся понять, что все убийства происходили в семьях, где была девочка, день рождения которой приходился на четырнадцатое число, и убийства случались незадолго до или после дня рождения. В библиотеке Харкер изучает литературу по сатанизму и, изобразив дни убийств в виде таблицы, понимает, что соединения цифр образуют треугольник. При этом одно число пропущено, и треугольник не завершён: следует ожидать ещё одного убийства.
Параллельно с расследованием Харкер говорит по телефону с матерью, которая живёт одна в их старом доме. Она также посещает дом своего коллеги, агента Картера, дочь которого приглашает её на день рождения. Во время одного из телефонных разговоров c матерью Харкер слышит чьи-то шаги и видит фигуру в окне, а, вернувшись к столу, находит письмо от «Собирателя душ». Ей удаётся расшифровать письмо при помощи текста Библии. В письме говорится, что если она кому-нибудь расскажет о расшифровке, то «Собиратель душ» убьёт её мать.

## В ролях
- Николас Кейдж[5] — Длинноногий
- Майка Монро — Ли Харкер
- Алисия Уитт — Рут Харкер
- Блэр Андервуд[6] — агент Картер
- Кирнан Шипка — Кэрри Энн Камер

## Производство и премьера
О начале работы над проектом стало известно в ноябре 2022 года. Оз Перкинс выступил режиссёром фильма по собственному сценарию. Николас Кейдж стал одним из продюсеров фильма (со своей кинокомпанией Saturn Films) и исполнил главную роль. В феврале 2023 года к актёрскому составу фильма присоединилась Майка Монро в роли агента ФБР Ли Харкер. В следующем месяце к фильму присоединились Алисия Уитт и Блэр Андервуд.
Съёмки начались в Ванкувере 16 января 2023 года и завершились в конце февраля 2023 года.
В феврале 2023 года на Европейском кинорынке компания Neon приобрела права на прокат фильма в Северной Америке. Фильм вышел в кинопрокат США 12 июля 2024 года.
С 23 августа 2024 года фильм доступен на VOD, с 24 сентября он выйдет на 4K Ultra HD, Blu-ray и DVD носителях.

## Отзывы и оценки
На сайте Rotten Tomatoes фильм имеет рейтинг 86% основанный на 248 отзывах, со средней оценкой 7.6/10.
Дэвид Руни в рецензии для The Hollywood Reporter, высоко оценил фильм, написав: «Можно возразить, что в нём слишком много элементов — криминальный сериал, оккультная тайна, манипуляция сознанием, поклонение сатане, страшные куклы, фаустовская сделка и „монахиня“, не подходящая ни для какого монастыря. Но „Собиратель душ“ — это наиболее полно реализованный и неумолимо эффективный фильм Перкинса на сегодняшний день». Боб Штраус в рецензии для San Francisco Chronicle пишет: «Больше всего впечатляет то, как Перкинс сочетает психологический и сверхъестественный ужас в не совсем привычной для себя манере. „Собиратель душ“ — это воплощение тёмного, поэтического кино, где дьявол определённо кроется в деталях». Ричард Лоусон в рецензии для Vanity Fair счёл фильм разочаровывающим, написав: «„Собиратель душ“ — стильная, но пустая, красиво предвещающая картина, за которой ничего нет. Как сказал бы Ганнибал Лектер, это хорошо отмытый, суетливый мусор с отсутствием вкуса».
Дж. Уртадо в рецензии для Screen Anarchy назвал «Собирателя душ» «шедевром; нечестивым, ужасающим слиянием высокого искусства и тревоги, фильмом, в котором каждый кадр — это кошмар, и он прекрасен». Миган Наварро в своём обзоре для Bloody Disgusting, высоко оценила постановку и атмосферу «Собирателя душ», заключив: «„Собиратель душ“ — настолько же стильный, насколько и вечный фильм, пронизанный клаустрофобическим ужасом и гнилью». Билл Бриа из /Film назвал «Собирателя душ» «самым страшным фильмом ужасов 2024 года», отметив его «рок-н-ролльный дух».